# They Only Come Out at Night
They Only Come Out at Night je čtvrté studiové album skupiny The Edgar Winter Group. Album obsahuje i dva hity, „Frankenstein“ (#1 Pop Singles) a „Free Ride“ (#14 Pop Singles). Album produkoval Rick Derringer a vyšlo u Epic Records.

## Seznam skladeb
| Pořadí         | Název                             | Autor                            | Délka |
| -------------- | --------------------------------- | -------------------------------- | ----- |
| 1.             | Hangin' Around                    | Winter, Hartman                  | 3:02  |
| 2.             | When It Comes                     | Winter, Hartman                  | 3:16  |
| 3.             | Alta Mira                         | Winter, Hartman                  | 3:18  |
| 4.             | Free Ride                         | Hartman                          | 3:08  |
| 5.             | Undercover Man                    | Winter, Hartman                  | 3:49  |
| 6.             | Round & Round                     | Winter                           | 4:00  |
| 7.             | Rock 'n' Roll Boogie Woogie Blues | Winter, Barbara Winter, Montrose | 3:25  |
| 8.             | Autumn                            | Hartman                          | 3:00  |
| 9.             | We All Had a Real Good Time       | Winter, Hartman                  | 3:05  |
| 10.            | Frankenstein                      | Winter                           | 4:44  |
| Celková délka: | Celková délka:                    | Celková délka:                   | 34:47 |

## Sestava
- Edgar Winter - varhany, syntezátor ARP 2600, piáno, marimba, saxofon, zpěv, clavinet
- Johnny Badanjek - bicí
- Rick Derringer - baskytara, kytara, zpěv
- Dan Hartman - kytara, baskytara, perkuse, rumba koule, ukulele, zpěv
- Randy Jo Hobbs - baskytara
- Ronnie Montrose - kytara, mandolína
- Chuck Ruff - konga, bicí, zpěv